# Sulików (gmina)
Sulików – gmina wiejska w województwie dolnośląskim, w powiecie zgorzeleckim. W latach 1975–1998 gmina położona była w województwie jeleniogórskim.
Siedziba gminy to Sulików.
Według danych z 30 czerwca 2004 gminę zamieszkiwało 5971 osób. Natomiast według danych z 30 czerwca 2020 roku gminę zamieszkiwało 6000 osób.

## Struktura powierzchni
Według danych z roku 2002 gmina Sulików ma obszar 95,22 km², w tym:
- użytki rolne: 74%
- użytki leśne: 15%

Gmina stanowi 11,36% powierzchni powiatu.

## Demografia

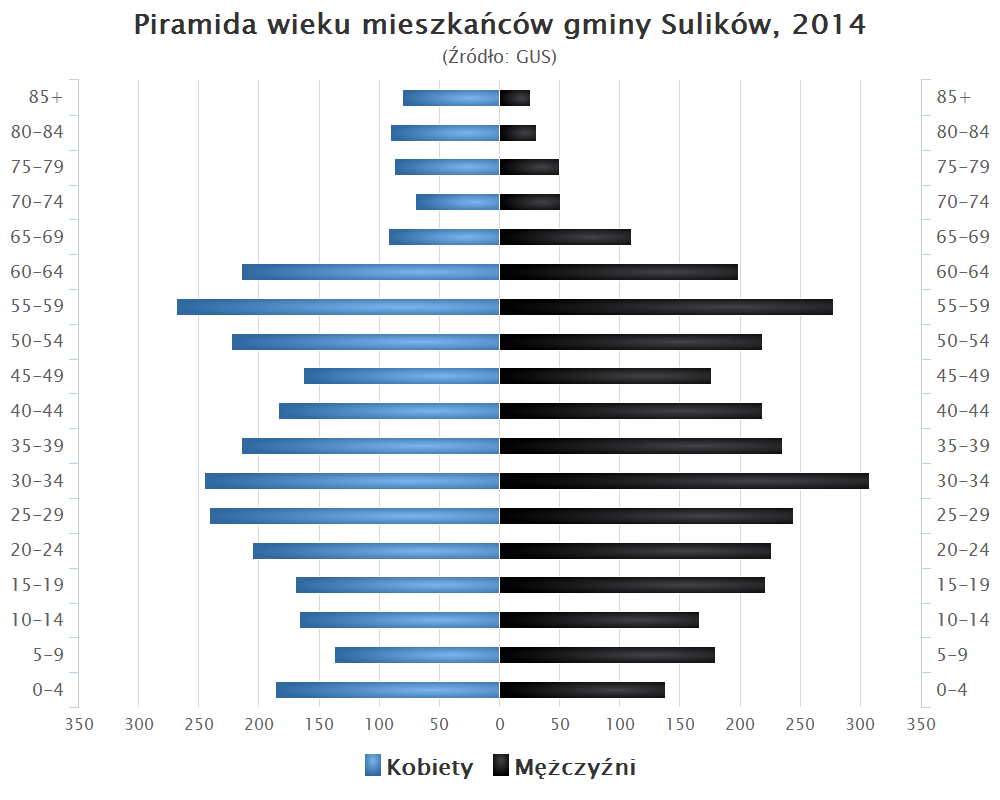
Piramida wieku mieszkańców gminy Sulików w 2014 roku

Dane z 30 czerwca 2004:
| Opis                              | Ogółem | Ogółem | Kobiety | Kobiety | Mężczyźni | Mężczyźni |
| --------------------------------- | ------ | ------ | ------- | ------- | --------- | --------- |
| jednostka                         | osób   | %      | osób    | %       | osób      | %         |
| populacja                         | 5971   | 100    | 2990    | 50,1    | 2981      | 49,9      |
| gęstość zaludnienia (mieszk./km²) | 62,7   | 62,7   | 31,4    | 31,4    | 31,3      | 31,3      |

## Miejscowości
Bierna, Jabłoniec, Ksawerów, Łowin, Mała Wieś Dolna, Mała Wieś Górna, Miedziana, Mikułowa, Nowoszyce, Podgórze, Radzimów, Skrzydlice, Stary Zawidów, Studniska Dolne, Studniska Górne, Sulików, Wielichów, Wilka, Wilka-Bory, Wrociszów Dolny, Wrociszów Górny

## Galeria

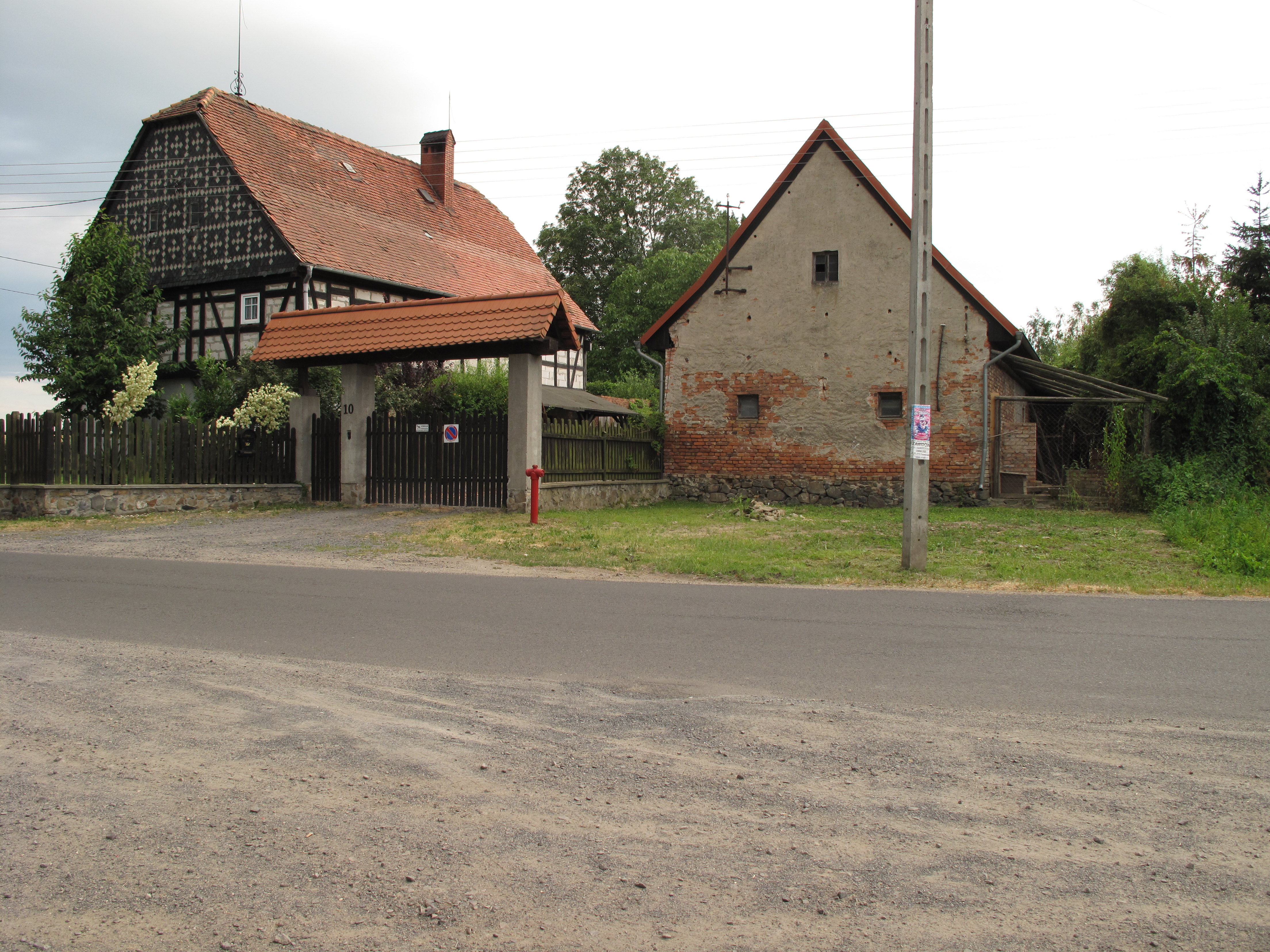
Radzimów
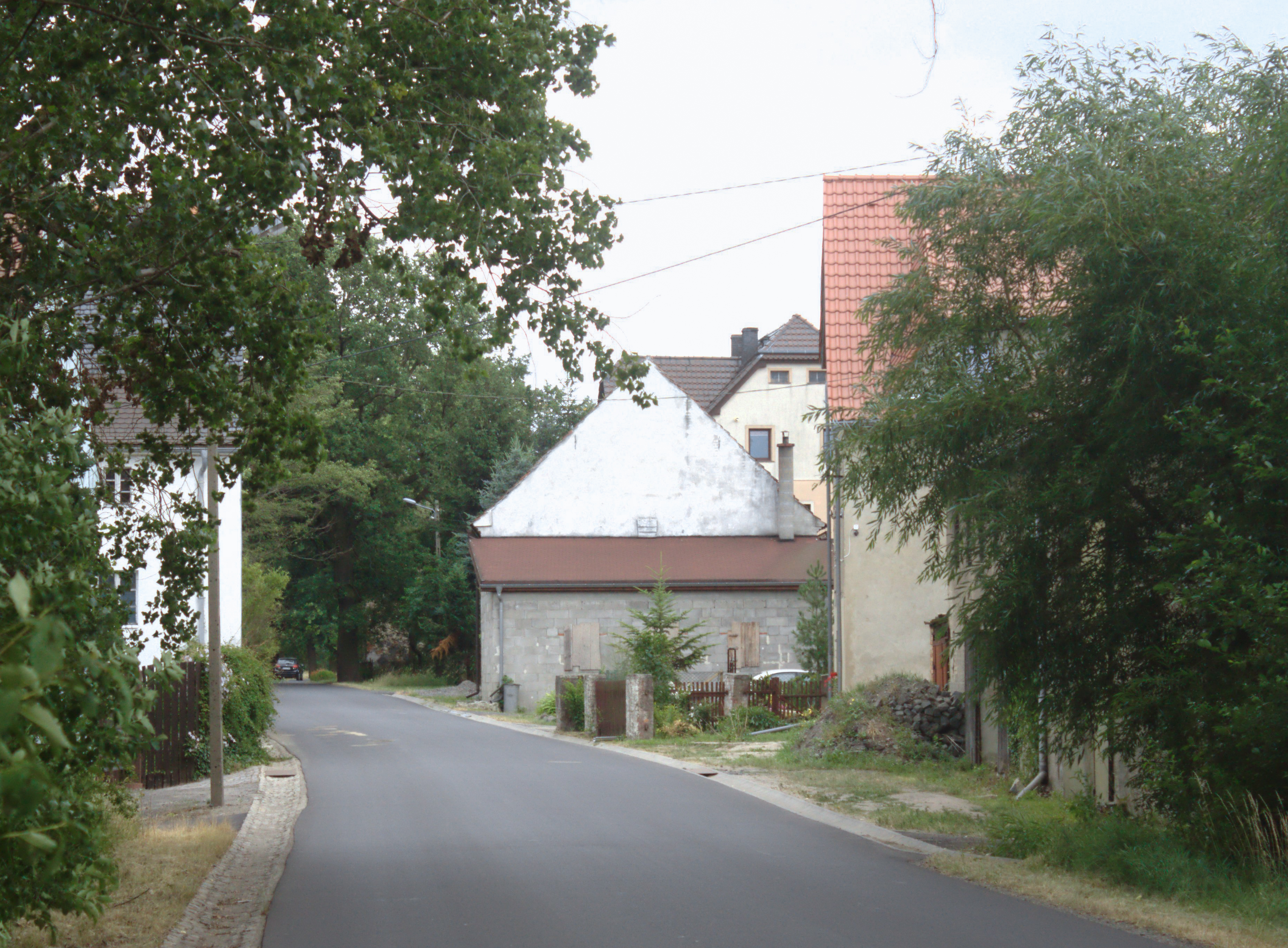
Mała Wieś Dolna
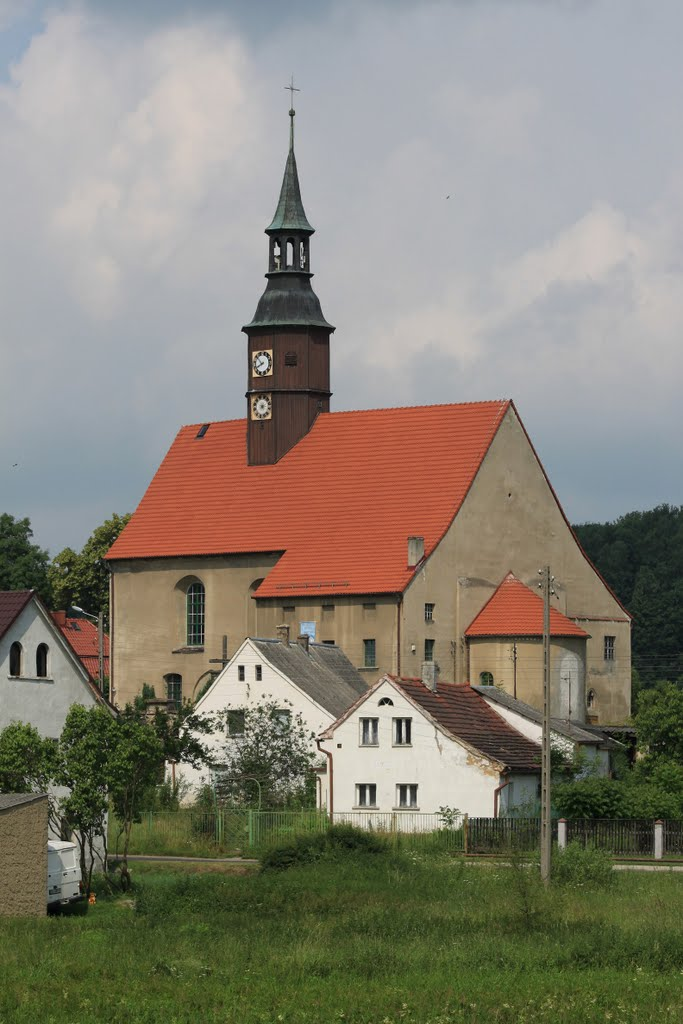
Studniska Dolne
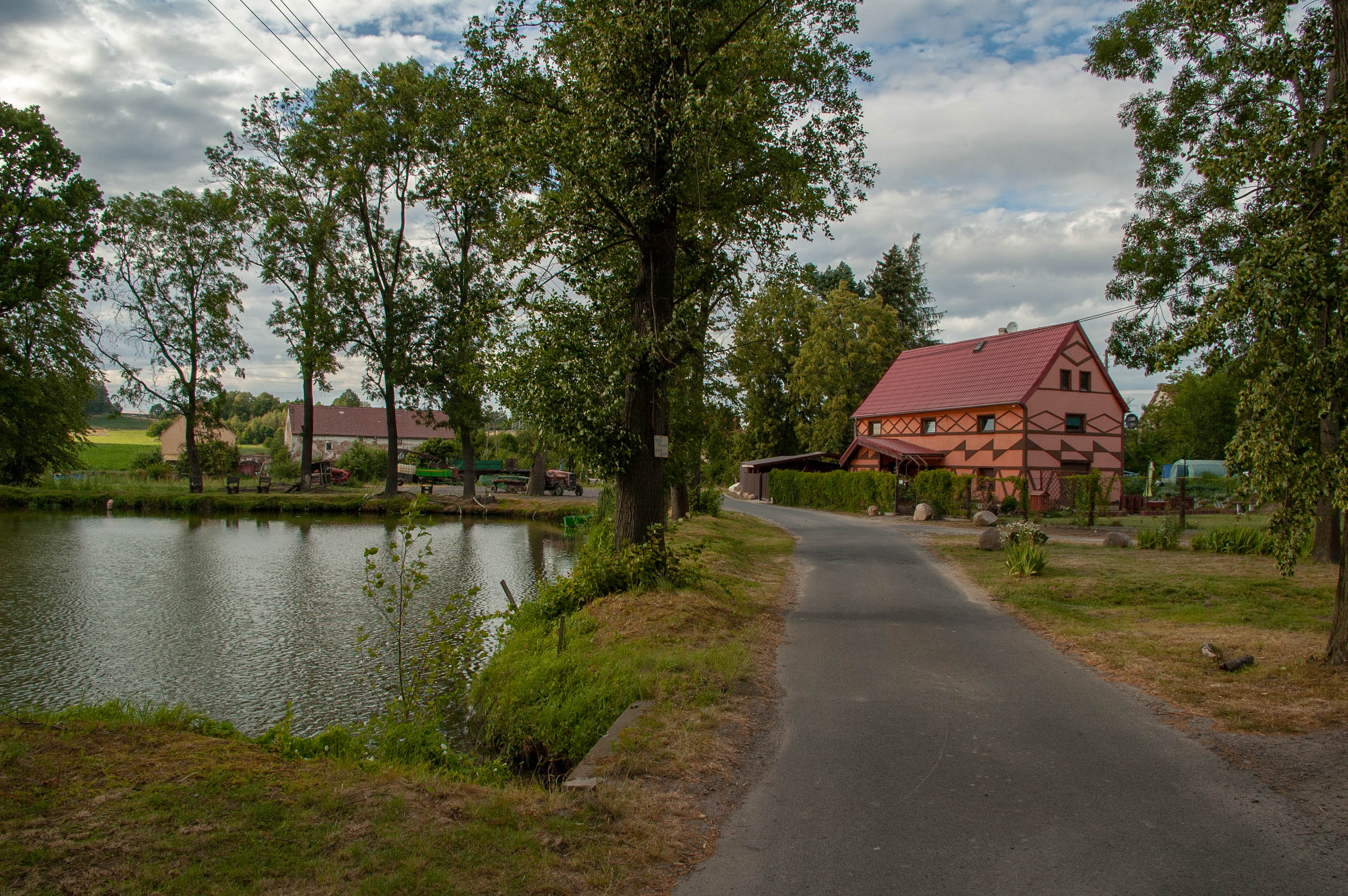
Skrzydlice
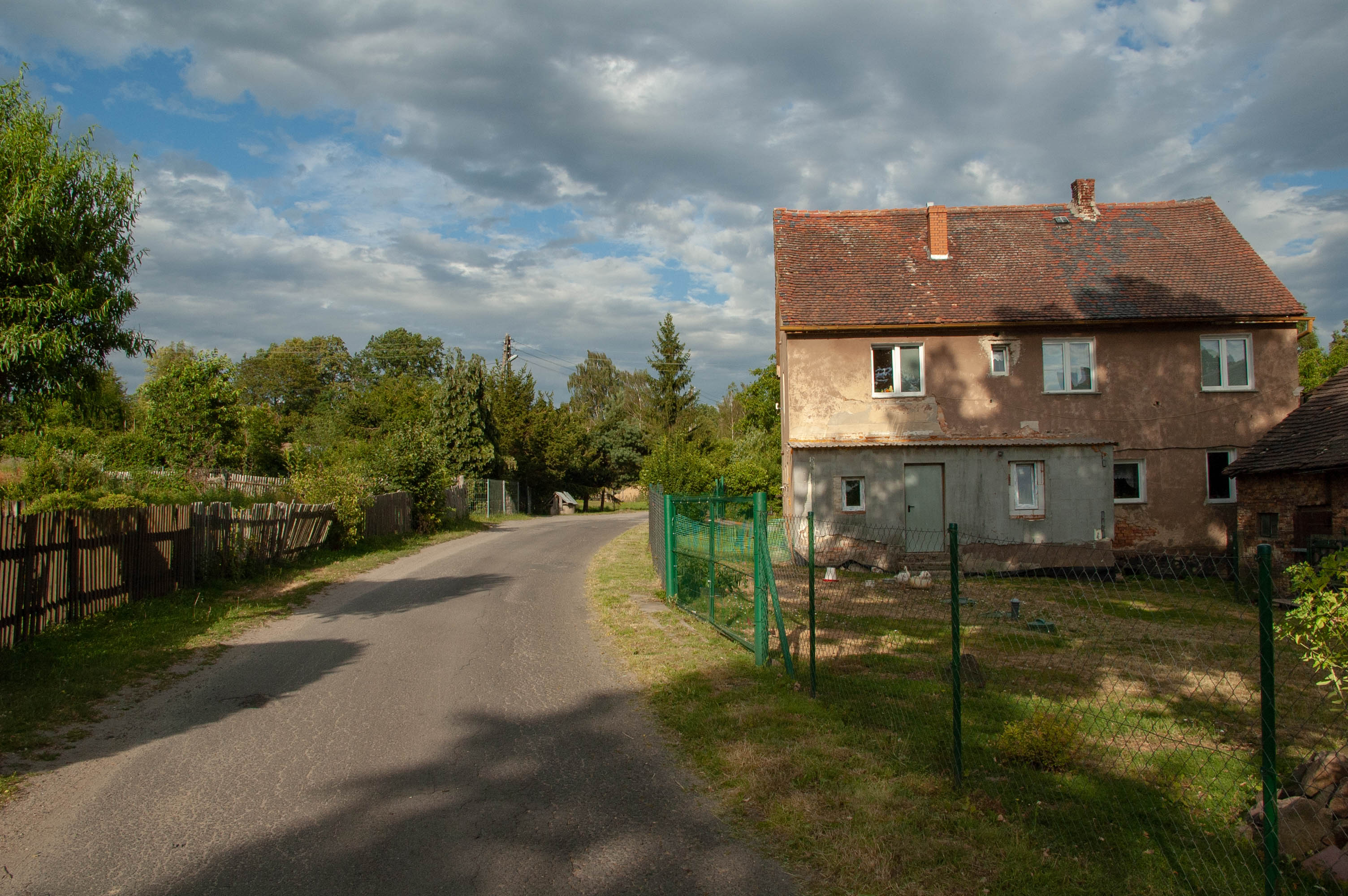
Wrociszów Górny
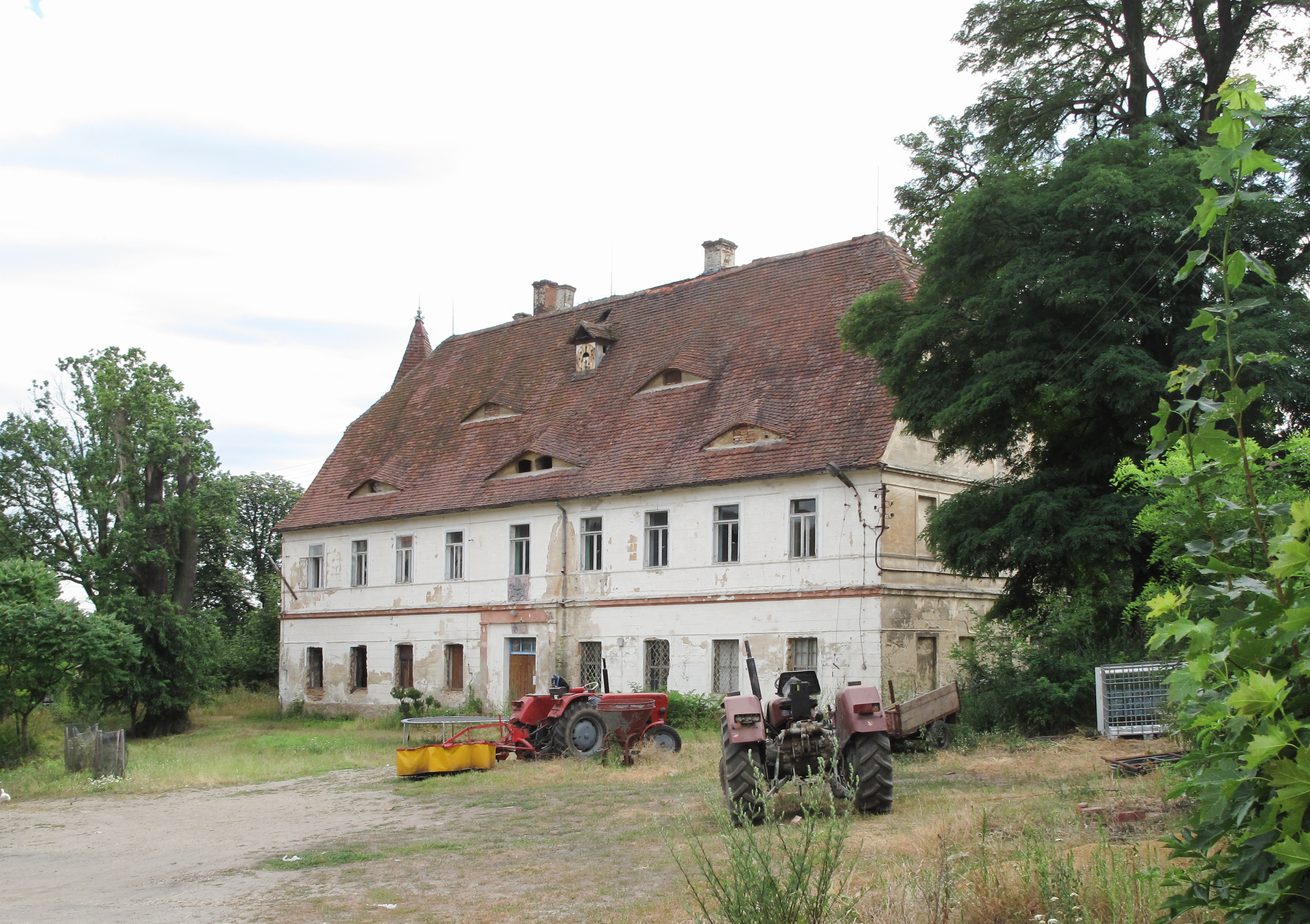
Ksawerów
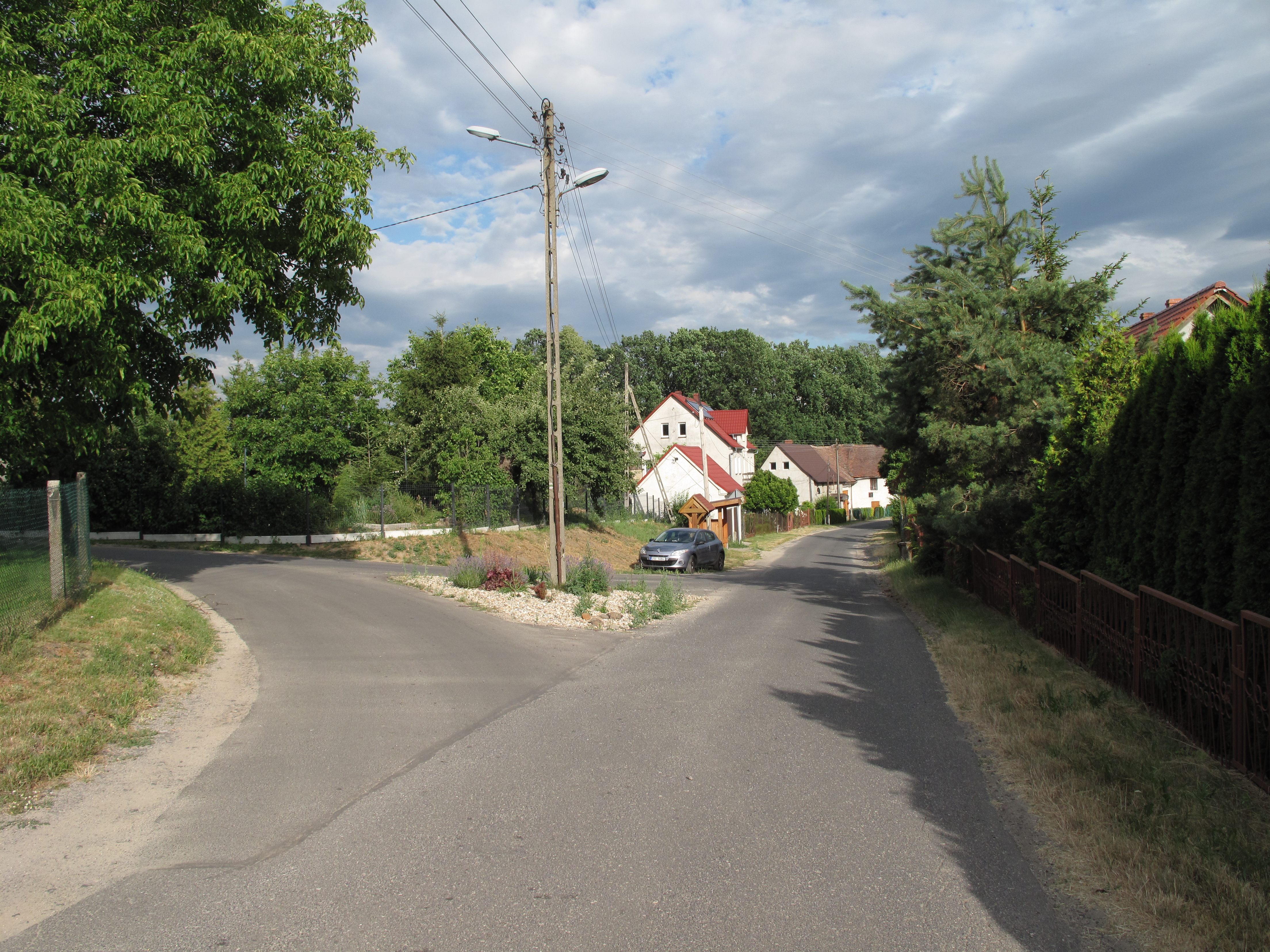
Wilka
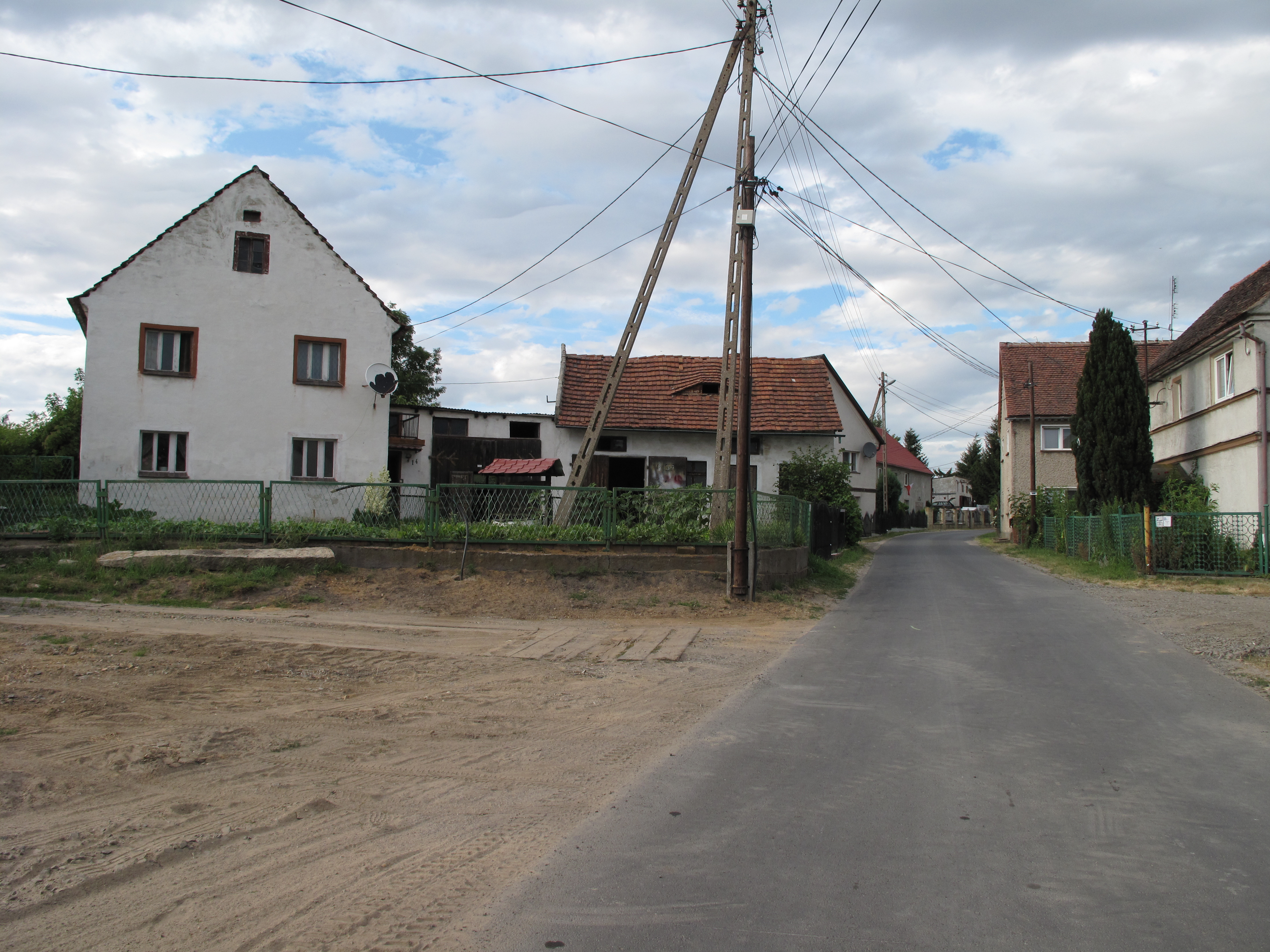
Wrociszów Dolny

## Sąsiednie gminy
Platerówka, Siekierczyn, Zawidów, Zgorzelec. Gmina sąsiaduje z Czechami.